# Русский треугольник
«Русский треугольник» — художественный фильм 2007 года, режиссёра Алеко Цабадзе.
Фильм «Русский треугольник» был представлен в конкурсной программе XXIX Московского международного кинофестиваля и удостоен Специального приза жюри «Серебряный Георгий». Премия «Ника» 2008 за Лучший фильм стран СНГ и Балтии.

## Сюжет
Современная Россия. Главные герои фильма — жертвы недавней войны, затерявшиеся в многомиллионном городе. В этом мегаполисе происходит серия убийств. Расследование постепенно выводит студента юридического факультета Колю Воронцова на след снайпера-убийцы. Это — Виктор Алёшин, бывший учитель русского языка и литературы в чеченской школе. Потеряв во время бомбёжки Грозного беременную жену — чеченку, принимает ислам, уходит к чеченским боевикам… Воронцов чувствует, что судьба Алёшина каким-то образом связана с братьями Мальцевыми — Денисом и Львом, чудом выжившими после жестоких пыток и чеченского плена.

Что общего между этими людьми? И почему трагедия 10-летней давности полностью меняет жизнь Коли Воронцова, который провёл все эти годы в далёком от военных действий городе. Это война требует всё новых и новых жертв.

## В ролях
| Актёр                | Роль                    |
| -------------------- | ----------------------- |
| Константин Хабенский | Денис Мальцев           |
| Артём Ткаченко       | Коля Воронцов           |
| Пётр Миронов         | Виктор Алешин           |
| Остап Ступка         | Капитан Шакальский      |
| Рамиль Сабитов       | Муса                    |
| Олег Долин           | Филипп                  |
| Михаил Жонин         | Лев Мальцев брат Дениса |
| Олег Примогенов      | "Рыжий" опер            |
| Анатолий Барчук      | Майор Овчаров           |
| Инна Беликова        | Полина девушка Коли     |
| Алёна Звирык         | Сестра Мальцевых        |
| Евгений Пашин        | Панкрат опер            |
| Арчил Геловани       | Иван Петрович           |

## Съёмочная группа
- Режиссёр-постановщик: Цабадзе, Александр Георгиевич.
- Автор сценария: Цабадзе, Александр Георгиевич.
- Операторы-постановщики:
  - Ахвледиани, Арчил
  - Георгий Беридзе
- Художники-постановщики:
  - Татишвили, Гоги
  - Джапаридзе, Котэ
- Художники по костюмам:
  - Отенко, Галя
  - Схиртладзе, Саломе
  - Джебирашвили, Мака
- Художник-гример: Лукашенко, Анна.
- Визуальные эффекты: Огородник, Руслан.
- Звукорежиссёры:
  - Чех, Якуб
  - Форехт, Питер
- Монтаж: Ходаковская, Татьяна. (Tania Khodakivska)
- Композиторы: Вато Кахидзе.
- Исполнительный продюсер: Недзельский, Сергей.
- Продюсеры:
  - Арчил Геловани
  - Коринтели, Леван
- Главный администратор:
  - Денис Калюжный

## Награды
- На 29-м Московском международном кинофестивале фильм «Русский треугольник» был представлен в конкурсной программе и получил Специальный приз жюри «Серебряный Георгий»
- Национальная премия Российской Академии кинематографических искусств — Лучший фильм стран СНГ и Балтии 2009.

## Технические данные
- Производство:
  - Независимый Кинопроект
  - студия Remka Грузия
  - студия Pronto Production Украина
  - студия SoundSquare Чехия
  - студия UPP Чехия
  - на производственно-технической базе киноконцерна Filmové Studio Barrandov Чехия
- Художественный фильм, цветной, Dolby Digital, 121 мин.
- Первый показ в кинотеатре: 8 ноября 2007 г.

## Интересные факты
- Хотя действие фильма по сюжету происходит в Москве и в Чечне, съёмки проходили в Киеве и в Грузии, так как у съёмочной группы возникли сложности с получением российской визы.[1]